# Aurora Mardiganian
Aurora (Arshaluys) Mardiganian (en armenio: Աուրորա [Արշալոյս] Մարտիկանեան; 12 de enero de 1901, Çemişgezek, Provincia de Elazığ, Imperio Otomano – 6 de febrero de 1994, Los Ángeles, Estados Unidos) fue una escritora y actriz armenia, y sobreviviente del genocidio armenio.

## Biografía
Aurora Mardiganian fue la hija de una próspera familia armenia que vivía en Çemişgezek, unos 35 kilómetros al norte de Elazığ. Fue testigo de la muerte de los miembros de su familia y obligada a marchar por 2.200 kilómetros; en el transcurso de esa marcha fue secuestrada y vendida en los mercados de esclavos de Anatolia. Mardiganian huyó a Tiflis y luego a San Petersburgo, desde donde viajó a Oslo y finalmente, con la ayuda de la Fundación del Medio Oriente " Near East Foundation (NEF)", emigró a Nueva York.

## Ravished Armenia / Subasta de almas

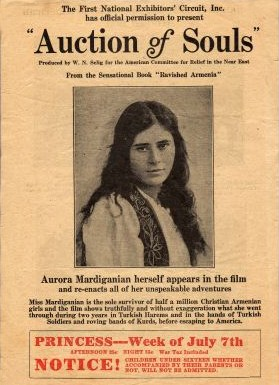
Póster del film de 1919 "Auction of Souls"

En Nueva York conoció a Harvey Gates, un joven guionista que la ayudó a escribir un relato que fue publicado en 1918, generalmente considerado como sus memorias, titulado Ravished Armenia (título completo Ravished Armenia; the Story of Aurora Mardiganian, the Christian Girl, Who Survived the Great Massacres).
El relato Ravished Armenia inspiró un guion cinematográfico para un film producido en 1919, en el que Mardiganian actuó en un papel autobiográfico, y estrenado en Londres con el título Auction of Souls ("Subasta de almas"). La presentación en Nueva York de esta película muda, con el título Ravished Armenia tuvo lugar el 16 de febrero de 1919 en el salón de baile del Plaza Hotel, con los señores Oliver Harriman y George W. Vanderbilt sirviendo de anfitriones en nombre del American Committee for Armenian and Syrian Relief.
Aurora Mardiganian recordó a 16 jóvenes armenias que fueron crucificadas por sus torturadores turcos. Su película muestra a estas víctimas clavadas a sendas cruces; sin embargo 70 años más tarde le señalaría al historiador de cine Anthony Slide que la escena era inexacta en términos históricos, y que en realidad se había tratado de empalamientos. Afirmó que "los turcos no hacían ese tipo de cruces. Los turcos hacían pequeñas cruces puntiagudas. Le quitaban la ropa a las niñas. Las hacían acostarse, y luego de violarlas, las obligaban a sentarse sobre los palos puntiagudos, a través de la vagina. Esa es la manera en que los turcos mataban. Los norteamericanos lo pusieron de una manera más civilizada. No podían mostrar algo tan terrible."
La prensa se refirió a Mardiganian como la Juana de Arco de Armenia, describiendo su rol como portavoz de las víctimas del genocidio. El los años 20, Mardiganian se casó en Los Ángeles y residió allí hasta su muerte el 6 de febrero de 1994.

## Premio Aurora
En su honor se estableció el Premio Aurora, que es un premio que se otorga en nombre de los sobrevivientes del Genocidio Armenio en gratitud a los salvadores. Se otorga cada 24 de abril en Yerevan a individuos cuyas acciones hayan tenido un impacto excepcional en la preservación de vidas humanas e impulsen causas humanitarias.

## Otras lecturas
- Slide, Anthony. Ravished Armenia and the Story of Aurora Mardiganian. Jackson, Ms.: University Press of Mississippi, 2014.
- Taylor, Eugene L.; Krikorian, Abraham T. (2010). «'Ravished Armenia: Revisited:' Some Additions to a 'A Brief Assessment of the Ravished Armenia Marquee Poster'». Journal of the Society for Armenian Studies 19 (2): 179-215.